# Tamiasciurus hudsonicus
Tamiasciurus hudsonicus hay sóc đỏ Mỹ là một loài động vật có vú trong họ Sóc, bộ Gặm nhấm. Loài này được Erxleben mô tả năm 1777.

## Hình ảnh

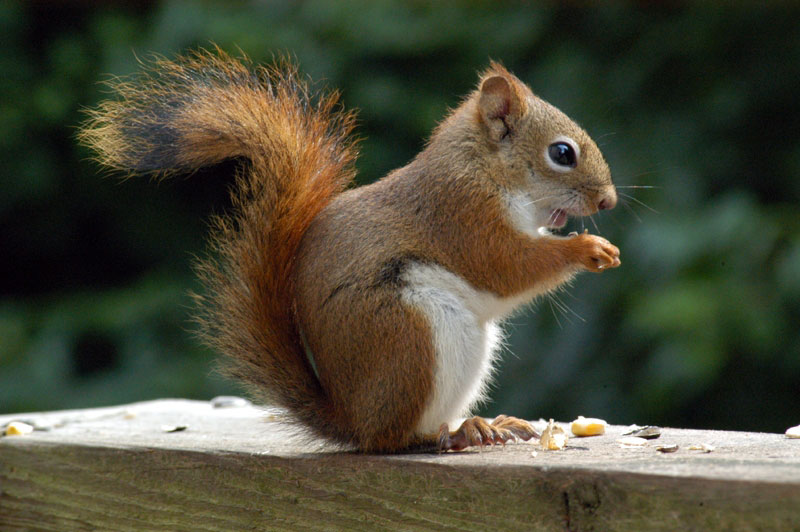
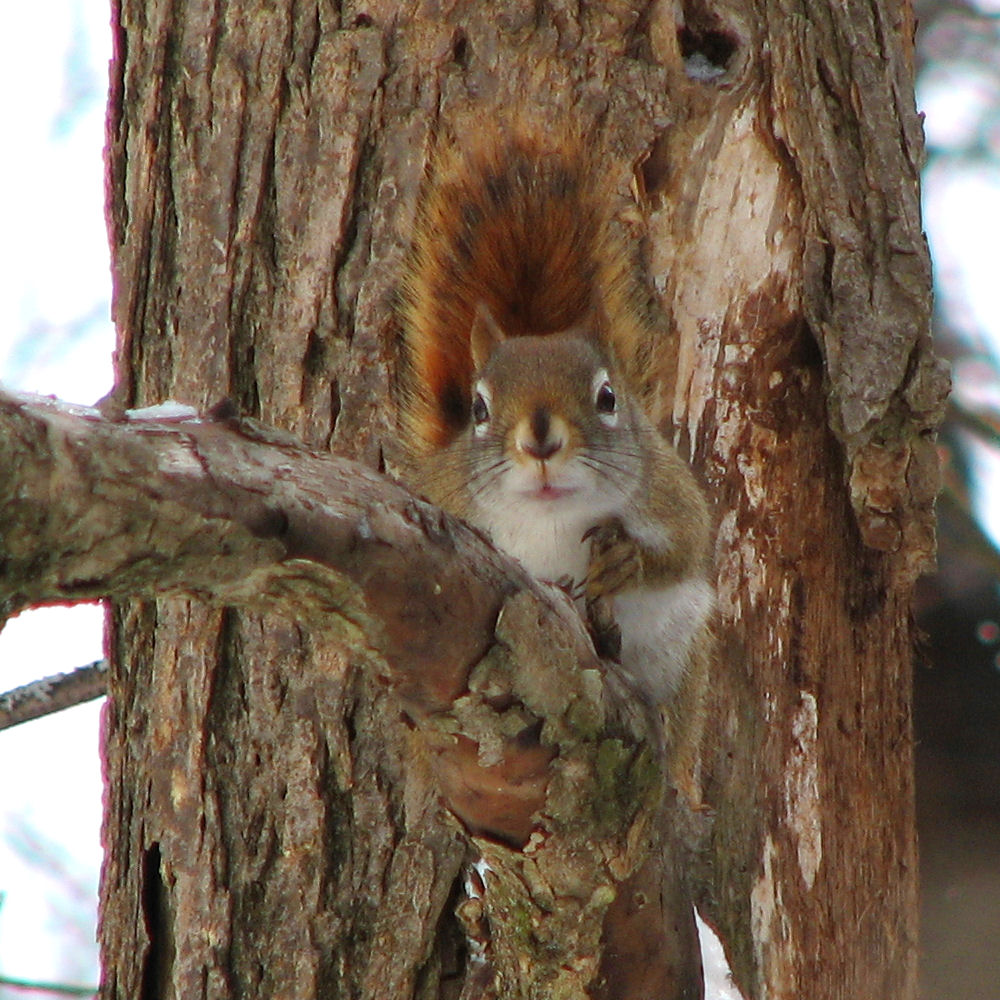
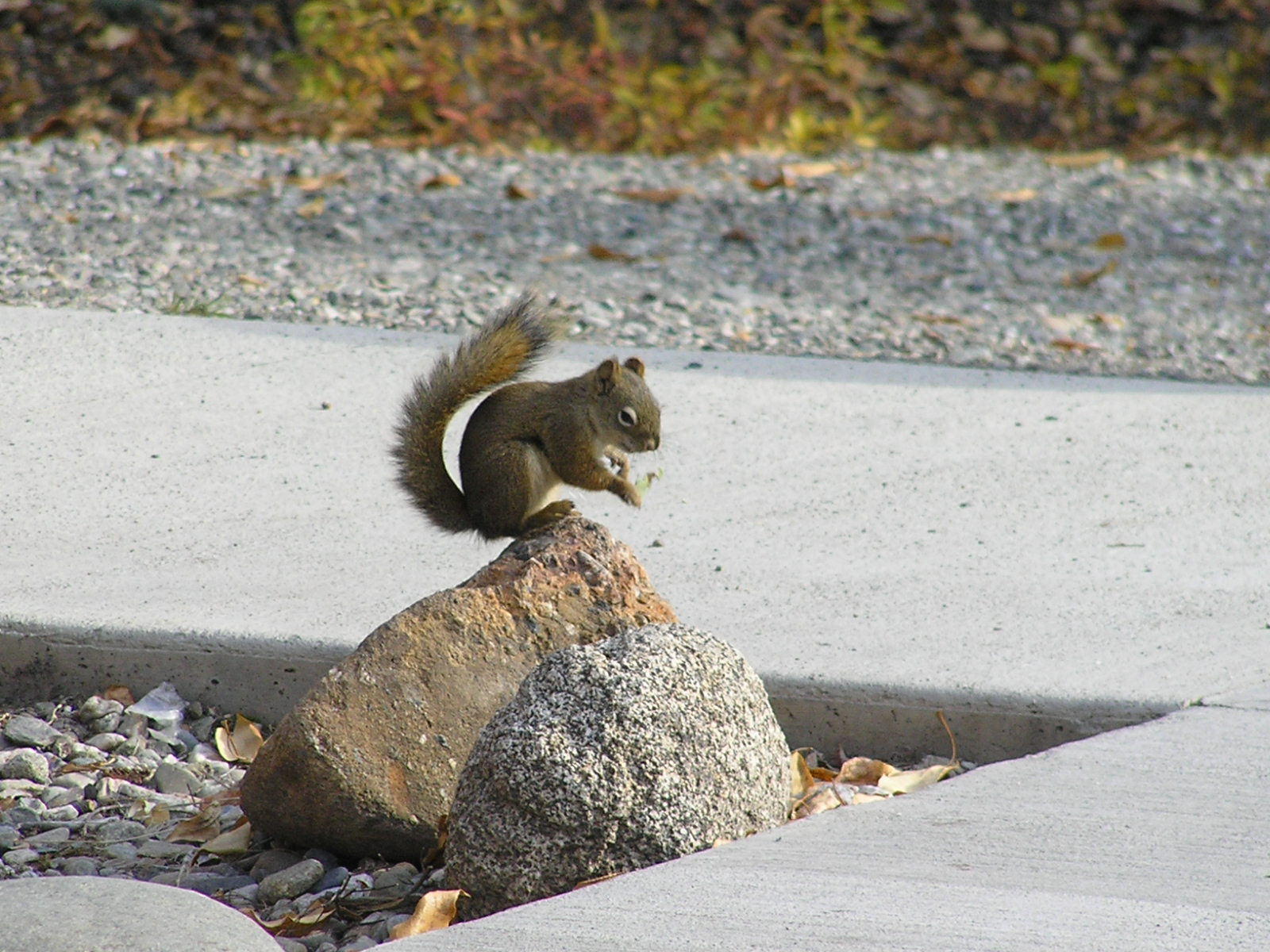
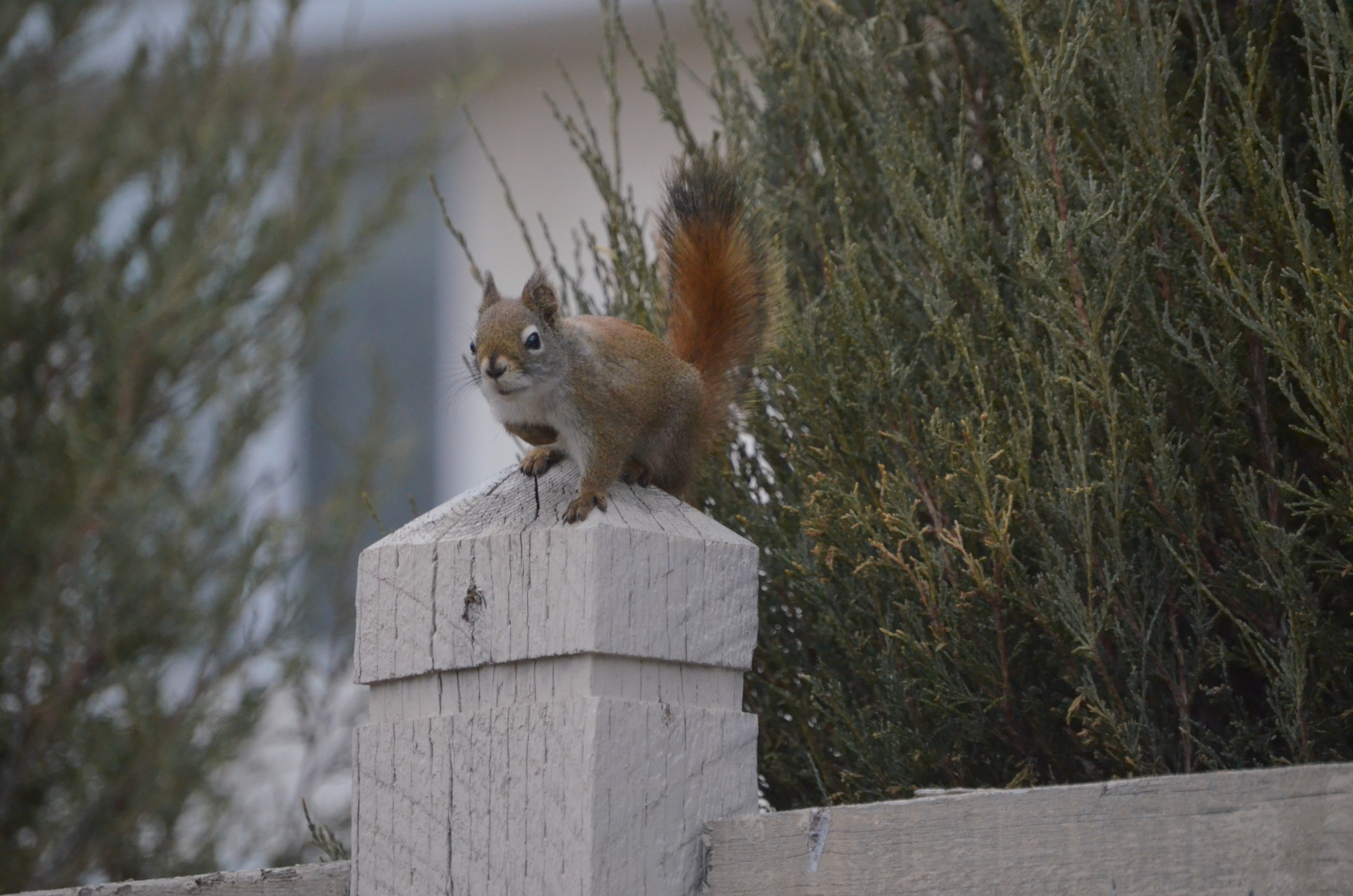
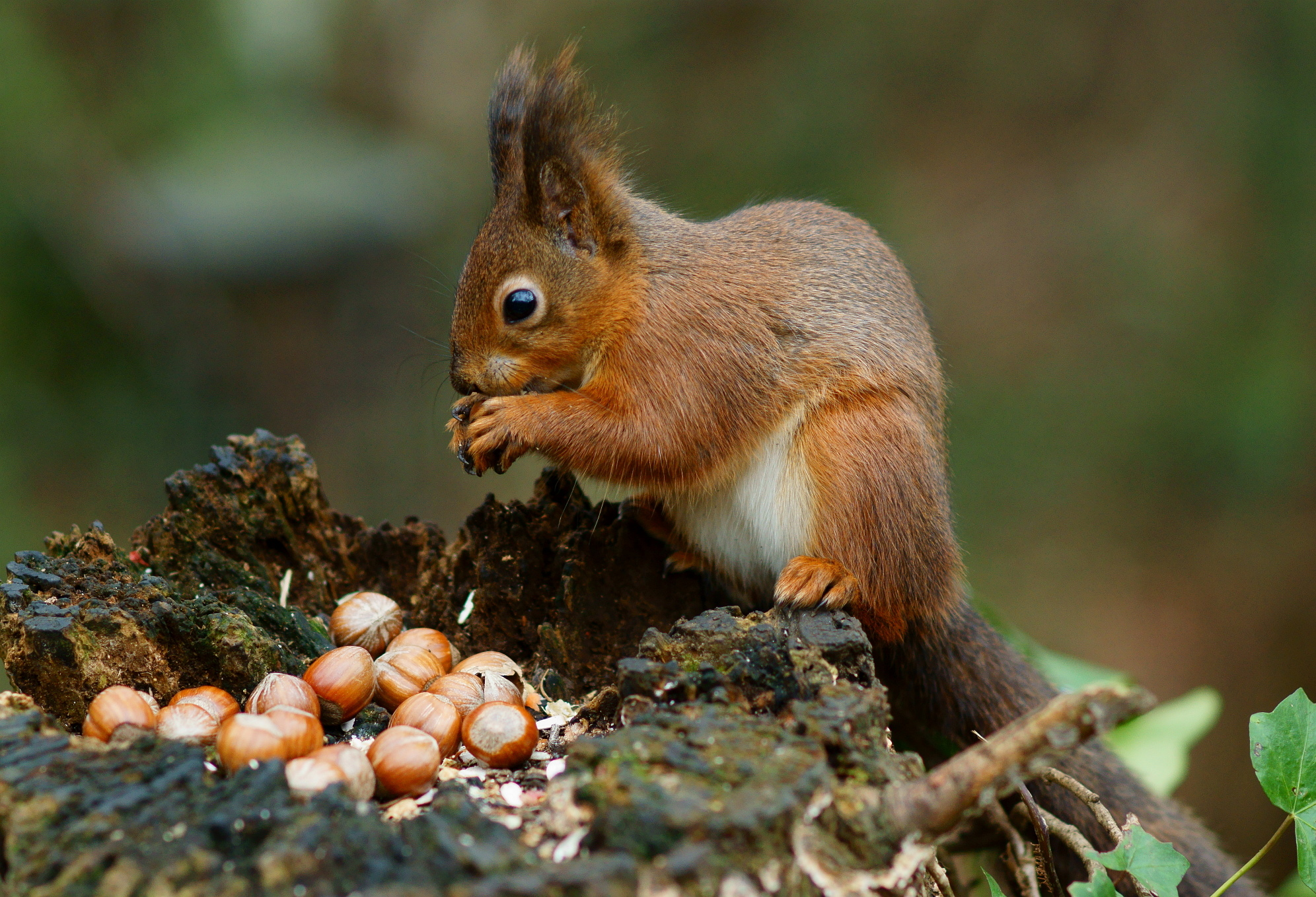